# Acropyga amblyops
Acropyga amblyops é uma espécie de formiga do gênero Acropyga, pertencente à subfamília Formicinae.